# Ergasilus philippinensis
Ergasilus philippinensis is een eenoogkreeftjessoort uit de familie van de Ergasilidae. De wetenschappelijke naam van de soort is voor het eerst geldig gepubliceerd in 1951 door Velasquez.